# Melanomya ordinaria
Melanomya ordinaria är en tvåvingeart som först beskrevs av Reginald James West 1925.
Melanomya ordinaria ingår i släktet Melanomya och familjen spyflugor. Inga underarter finns listade i Catalogue of Life.